# Deeg

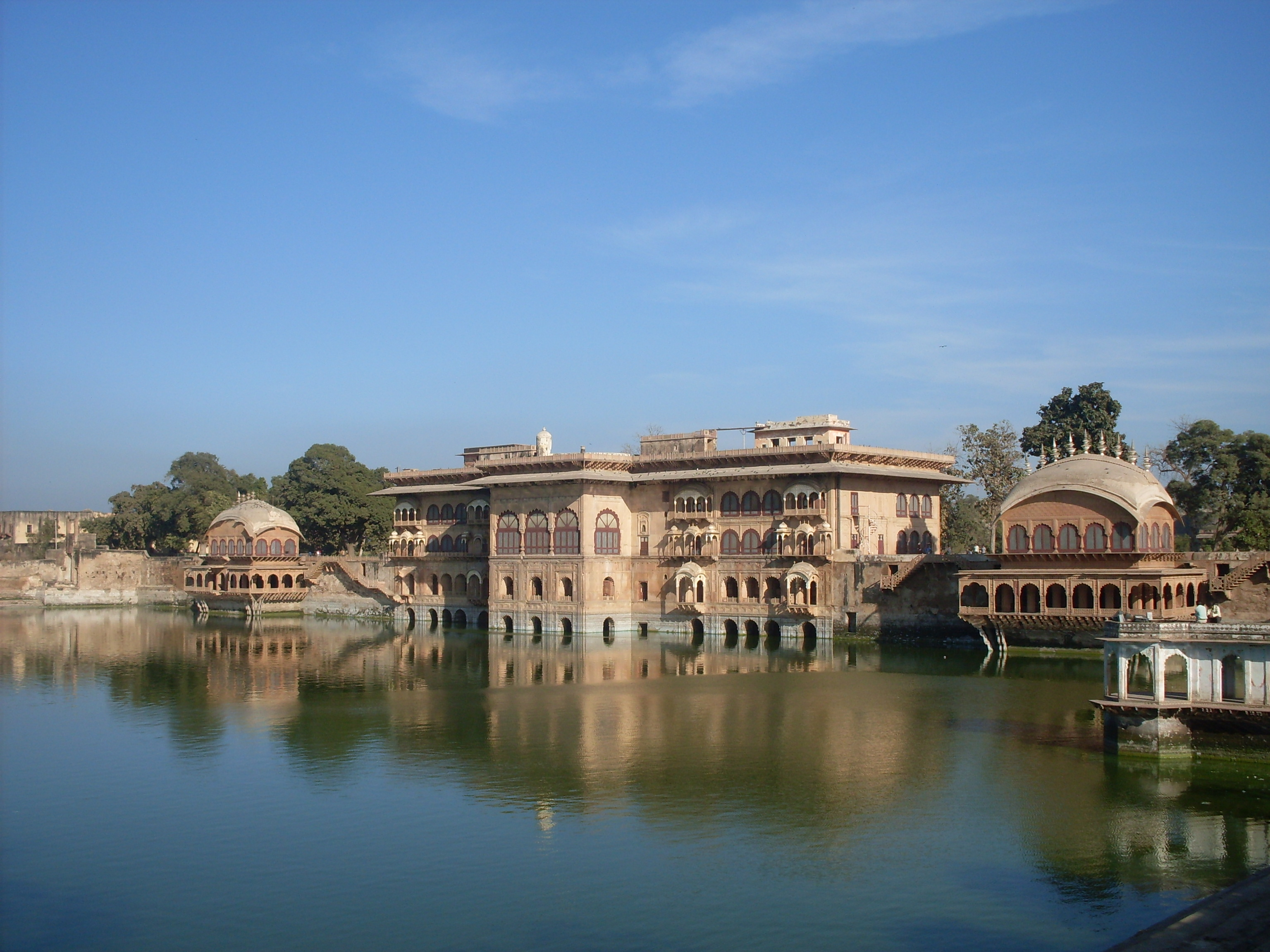
Deeg Palace or Jal Mahal Deeg

Deeg là một thành phố và khu đô thị của quận Bharatpur thuộc bang Rajasthan, Ấn Độ.

## Nhân khẩu
Theo điều tra dân số năm 2001 của Ấn Độ, Deeg có dân số 40.826 người. Phái nam chiếm 54% tổng số dân và phái nữ chiếm 46%. Deeg có tỷ lệ 61% biết đọc biết viết, cao hơn tỷ lệ trung bình toàn quốc là 59,5%: tỷ lệ cho phái nam là 71%, và tỷ lệ cho phái nữ là 49%. Tại Deeg, 17% dân số nhỏ hơn 6 tuổi.